# Система автоматичного контролю

Систе́ма автомати́чного контро́лю (автомати́чна систе́ма контро́лю) — вид інформаційно-вимірювальної системи, що забезпечує проведення контролю без участі людини і є основним джерелом інформації при управлінні автоматизованим виробництвом, зокрема, в складі систем автоматичного регулювання і автоматичних систем керування технологічними процесами. 
Основне завдання системи автоматичного контролю — це встановлення відповідності між станом об'єкта і заданою нормою, а також у відтворенні судження про даний чи (і) про майбутній стан об'єкта. 3а допомогою таких систем вимірюють фізичні величини, що характеризують стан об'єкта, і результати вимірювань порівнюються зі значеннями, взятими за норму. 

## Функції систем автоматичного контролю
Для того, щоб отримати в результаті контролю інформацію про поточний стан об'єкту контролю та її співвідношення з параметрами нормального стану будь-яка система автоматичного контролю повинна виконувати такі функції:
- вимірювальне перетворення — сприйняття вхідних величин та перетворення їх в сигнали для наступних операцій;
- формування і реалізація нормативних значень в аналоговому чи цифровому вигляді;
- порівняння вхідних величин чи функцій від них з нормативними;
- формування та видавання кількісного судження про контрольовану величину на об'єкті контролю;
- автоматичне керування роботою системи контролю.

Додатково на системи автоматичного контролю можуть покладатися такі функції:
- аналогово-цифрове перетворення;
- індикації та/або реєстрації аналогової чи цифрової вимірювальної інформації;
- обчислювальні процедури над аналоговими чи цифровими сигналами;
- формування сигналів запиту чи компенсуючих впливів на об'єкт контролю, що необхідні для отримання інформації контролю;
- самотестування та самокалібрування систем контролю.

## Загальний опис будови
Типова система автоматичного контролю в загальному випадку включає первинний вимірювальний перетворювач (датчик), вторинний перетворювач, лінію передачі інформації (сигналу) і реєструючий прилад. Часто система контролю має тільки чутливий елемент, перетворювач, лінію передачі інформації і вторинний (реєструючий) прилад.
При
цьому проміжні результати вимірювань, що використовуються для відтворення суджень, можуть і не надходити на вихід
системи. 3 цього погляду контроль є операцією стиску даних, усунення непотрібних у цьому випадку відомостей про об'єкт.
Для відтворення судження про майбутній стан об'єкта система контролю повинна виконувати прогнозування на основі даних про попередні стани об'єкта, що отримані під час вимірювань, а також на основі його динамічних характеристик, відомих завдяки проведеним раніше дослідженням.

## Основні складові елементи системи автоматичного контролю
- Датчик, як правило, містить чутливий елемент, що сприймає величину вимірюваного параметра, а в деяких випадках і перетворює її в сигнал, зручний для дистанційної передачі на реєструючий прилад, а при необхідності — в систему регулювання.

Приклади:
Прикладом чутливого елемента може бути мембрана диференціального манометра, що вимірює різницю тиску на об'єкті. Переміщення мембрани, викликане зусиллям від різниці тиску, перетворюється за допомогою додаткового елемента (перетворювач) в електричний сигнал, який легко передається на реєстратор.
Інший приклад датчика — термопара, де суміщені функції чутливого елемента і перетворювача, оскільки на холодних кінцях термопари виникає електричний сигнал, пропорційний вимірюваній температурі.
- Перетворювачі класифікуються на однорідні і неоднорідні. Перші мають однакову за фізичною природою вхідну і вихідну величину. Наприклад, підсилювачі, трансформатори, випрямлячі перетворюють електричні величини в електричні з іншими параметрами.

Серед неоднорідних найбільшу групу складають перетворювачі неелектричних величин в електричні (термопари, терморезистори, тензометричні датчики, п'єзоелементи тощо). 
За видом вихідної величини ці перетворювачі поділяються на дві групи: генераторні, що мають на виході активну електричну величину ЕРС, і параметричні — з пасивною вихідною величиною у вигляді R, L або С.